# Dendrochilum minimiflorum
Dendrochilum minimiflorum är en orkidéart som beskrevs av Cedric Errol Carr. Dendrochilum minimiflorum ingår i släktet Dendrochilum och familjen orkidéer. Inga underarter finns listade i Catalogue of Life.